# Етнічна музика
Етнічна музика (музика народів світу) — широкий термін, що є аналогом англійського «world music» і стосується тієї частини переважно популярної музики, що бере свій початок у музичному фольклорі різних країн. Термін з'явився у 1980-х роках в англомовних країнах для класифікації музичних явищ у музичній індустрії.
Існують такі визначення терміна world music як «місцева музика ззовні» або «чиясь ще місцева музика». Етнічній музиці властиве використання ладо-гармонічних та мелодичних особливостей народної музики, запозичення народних музичних інструментів або манери музичного виконання. Водночас етнічна музика не є поняттям, тотожним народній музиці — вирізняючим для етнічної музики тут стає входження до масової культури.
В Україні для позначення цього типу музики також широко послуговуються терміном фолькрок або його відповідником етнорок, проте англійські терміни world music та Folk rock не є ідентичними - останній передбачає включення рокової естетики (див. фолькрок).

## Історичний нарис
Інтерес західної цивілізації до екзотичної для неї традиційної музики існував давно і проявився у численних творах починаючи з другої половини XIX століття. Так, наприклад Антонін Дворжак, написав «Слов'янські танці» під впливом народної музики народів центральної Європи, і «Симфонію № 9» («З нового світу») під впливом народної музики афроамериканців й аборигенів Північної Америки; інтерес до японської музики проявився в опері Дж.Пуччіні «Чіо-Чіо-Сан». Сплеск інтересу до глибинних пластів музичного фольклору у першій половині XX століття роки відзначався в творчості Ігоря Стравінського, Бели Бартока та багатьох інших композиторів.
У попкультурі інтерес до етнічної екзотики почав проявлятися у 1960-ті роки. Наприклад у творчості The Beatles з'являються індійські мотиви, причому Джордж Гаррісон вивчав гру на ситарі у відомого музиканта Раві Шанкара. В ті ж часи завойовує популярність стиль регі, що спирається на традиційну музику Ямайки.
В 1980-х роках на Заході відбувся черговий сплеск інтересу до фольклору. З одного боку, західні музиканти шукали нових впливів і відкривали для себе народну музику, з іншого — етнічна музика стала перспективною з погляду маркетингу й музичної індустрії. Тоді з'явилися радіопередачі («World of Music» на радіостанції «Voice of America», «D.N.A: DestiNation Africa» на «BBC Radio 1Xtra», шоу Andy Kershaw на «BBC Radio 3», та інші), фестивалі (WOMAD), лейбли («Real World» та «Luaka Bop» ), що спеціалізуються на етнічній музиці. Етнічна музика утворила стилістичні сплави з іншими музичними напрямками, як рок-музика (окремі роботи Пітера Гебріела і Роберта Планта, Yat-Kha), попмузика (наприклад: т. зв. latin pop, Шакіра), електронна музика (етноелектроніка: Волга, Deep Forest, ранні альбоми Yat-Kha, State of Bengal). Серед успішних виконавців етнічної музики:Горан Брегович, Нусрат Фатех Али Кхан, Youssou N'Dour.

## Етнічна музика в українській культурі
Інтерес до українського музичного фольклору проявляли багато українських композиторів — в творчому доробку багатьох із них є обробки українських пісень для хору, голосу, або вокально-інструментальних ансамблів. В середині XX століття український фольклор знаходить своє втілення і в радянських масових жанрах — так у 1940-х був розроблений новий тип виконавського колективу — народний хор, що не мав аналогів у західній культурі, пізніше адаптація фольклору до масової культури спостерігалася у творчості численних самодіяльних та професійних колективів, ансамблів пісні і танцю тощо.
Кінець XX століття ознаменувався появою гуртів, що демонстрували принципово нове ставлення до народної спадщини — це т.зв. «автентичні» фольклорні ансамблі, які ставили собі за мету відтворити український музичний фольклор в його справжній, «автентичній» манері. Першим автентичним колективом вважається гурт «Древо», його наступниками — «Божичі», «Буття», «Володар», «Гуляйгород» та інші. Водночас український фольклор стає предметом інтересу вітчизняних рок-гуртів. Серед колективів, що випробували етнічні мотиви — «Воплі Відоплясова», «Joryj Kłoc», «Мандри», «Гайдамаки», «Очеретяний кіт», «Воанергес». Знаковим став альбом «Гуляйгород» гурту Тартак, що поєднав рок-музику з автентичним співом.
На початку 2000-х зусиллями Всеукраїнської асоціації молодих дослідників фольклору, а також лідера гурту «Воплі Відоплясова» Олега Скрипки було зроблено чимало кроків для популяризації народних традицій серед широкої публіки. Зокрема створений фестиваль «Країна мрій». Наразі в Україні етнофестивальний рух активно розвивається. Щорічно збирають тисячі прихильників «Підкамінь», «Трипільське коло», «Рурисько», «Шешори» (наразі — «Арт-Поле») та інші етнофестивалі, на яких, поряд з українським фолькроком та українською автентикою, звучить також і етнічна музика інших країн.